# Álex Baena
Álex Baena Rodriguez (ur. 20 lipca 2001 w Roquetas de Mar) – hiszpański piłkarz, grający na pozycji pomocnika w Villarreal CF oraz w reprezentacji Hiszpanii. Zwycięzca Mistrzostw Europy 2024.

## Kariera klubowa

### Villarreal
Baena urodził się w Roquetas de Mar w prowincji Almeria. Dołączył do szkółki Villarrealu w wieku 10 lat. Pierwszy mecz w barwach Villarreal C rozegrał 21 grudnia 2018 roku. Do Villarrealu B dołączył przed sezonem 2019/20, debiutując 14 września 2019 roku. Pierwszego profesjonalnego gola strzelił 5 lutego 2020 w meczu Ligi Europy przeciwko Maccabi Tel Awiw. Siedem dni później odnowił kontrakt z klubem do 2025 roku. W sezonie 2022/23 zaliczył 48 występów w barwach Villarreal. Strzelił wówczas 12 bramek i zanotował 6 asyst.

### Girona
19 sierpnia 2021 przeniósł się na rok wypożyczenia do Girony. Rozegrał 38 meczów w Segunda División, zdobywając 5 bramek i 6 asyst.

## Statystyki kariery

### Klubowe
(aktualne na dzień 5 listopada 2023)
| Klub               | Sezon              | Liga               | Liga  | Liga   | Puchar kraju | Puchar kraju | Europa | Europa | Inne  | Inne   | Suma  | Suma   |
| Klub               | Sezon              | Liga               | Mecze | Bramki | Mecze        | Bramki       | Mecze  | Bramki | Mecze | Bramki | Mecze | Bramki |
| ------------------ | ------------------ | ------------------ | ----- | ------ | ------------ | ------------ | ------ | ------ | ----- | ------ | ----- | ------ |
| Villarreal C       | 2019/20            | Tercera División   | 1     | 0      | –            | –            | –      | –      | –     | –      | 1     | 0      |
| Villarreal B       | 2019/20            | Segunda Division B | 23    | 0      | –            | –            | –      | –      | –     | –      | 23    | 0      |
| Villarreal B       | 2020/21            | Segunda Division B | 0     | 0      | –            | –            | –      | –      | –     | –      | 0     | 0      |
| Villarreal B       | Łącznie            | Łącznie            | 23    | 0      | 0            | 0            | 0      | 0      | 0     | 0      | 23    | 0      |
| Villarreal         | 2019/20            | Primera División   | 1     | 0      | 1            | 0            | –      | –      | –     | –      | 2     | 0      |
| Villarreal         | 2020/21            | Primera División   | 6     | 0      | 5            | 0            | 9      | 2      | –     | –      | 20    | 2      |
| Villarreal         | 2022/23            | Primera División   | 35    | 6      | 4            | 2            | 9      | 4      | –     | –      | 48    | 12     |
| Villarreal         | 2023/24            | Primera División   | 10    | 1      | 1            | 1            | 3      | 1      | –     | –      | 14    | 3      |
| Villarreal         | Łącznie            | Łącznie            | 52    | 7      | 11           | 3            | 21     | 7      | 0     | 0      | 84    | 17     |
| Girona             | 2021/22            | Segunda División   | 42    | 5      | 3            | 0            | –      | –      | 4     | 0      | 49    | 5      |
| Girona             | Łącznie            | Łącznie            | 42    | 5      | 3            | 0            | 0      | 0      | 4     | 0      | 49    | 5      |
| Łącznie w karierze | Łącznie w karierze | Łącznie w karierze | 118   | 12     | 14           | 3            | 21     | 7      | 4     | 0      | 157   | 22     |

### Reprezentacyjne
(aktualne na dzień 15 listopada 2024)
| Reprezentacja | Rok     | Występy | Gole |
| ------------- | ------- | ------- | ---- |
| Hiszpania     | 2023    | 1       | 1    |
| Hiszpania     | 2024    | 7       | 1    |
| Ogólnie       | Ogólnie | 8       | 2    |

## Sukcesy
- Liga Europy UEFA(1): 2020/21

## Kontrowersje
Álex Baena po meczu z Realem Madryt miał dostać pogróżki od jednego z zawodników Królewskich. Piłkarz zgłosił incydent na policję i sprawa czeka na wyjaśnienie.